# 阿灵顿 (南达科他州)
阿灵顿（英語：Arlington）是美国南达科他州下属的一座城市。根据2010年美国人口普查，该市有人口921人。论人口在本州排行第68。